# マルクス・ダニエルソン
マルクス・ダニエルソン（Marcus Danielson 、1989年4月8日 - ）は、スウェーデン・エシルストゥーナ出身の同国代表プロサッカー選手。ユールゴーデンIF所属。ポジションはDF。

## クラブ経歴
2006年、地元クラブで当時4部リーグに所属していたIFKエシルストゥーナでデビュー。2007年夏、トライアル参加を経てヘルシンボリIFと契約を結んだが、出場機会を得られず、2009年7月に3部リーグのヴェステロースSKにフリーで放出された。
2012年2月8日、アルスヴェンスカンに昇格したGIFスンツヴァルに移籍。
2018年2月12日、ユールゴーデンIFに移籍。2019年シーズンはアルスヴェンスカンで27試合に出場し、クラブのリーグ優勝に貢献。自身は年間MVPに選ばれた。
2020年2月28日、中国サッカー・スーパーリーグの大連人職業足球倶楽部に移籍。移籍金はユールゴーデンのクラブ史上最高額となる5000万スウェーデン・クローナ超が支払われた。

## 代表歴
2019年10月、負傷離脱したポントゥス・ヤンソンの代役として、UEFA EURO 2020予選出場メンバーに召集された。同マルタ代表戦でスウェーデン代表デビューを果たすと、この試合で代表初ゴールも決めた。
2021年5月、UEFA EURO 2020参加メンバー26人の一人に選ばれた。同大会ではグループステージ全3試合にスタメン出場し、決勝トーナメント進出に貢献した。ラウンド16のウクライナ代表戦にも出場したが、アルテム・ベセディンに対する危険なタックルで退場処分となり、チームも延長戦の末に1-2で敗退となった。

### 代表戦での得点
| No. | 開催日         | 会場                   | 対戦国     | 得点 | 結果 | 大会                          |
| --- | -------------- | ---------------------- | ---------- | ---- | ---- | ----------------------------- |
| 1.  | 2019年10月12日 | ナショナル・スタジアム | マルタ     | 1–0  | 4–0  | UEFA EURO 2020予選            |
| 2.  | 2020年11月14日 | フレンズ・アレーナ     | クロアチア | 2–0  | 2–1  | UEFAネーションズリーグ2020-21 |
| 3.  | 2021年6月5日   | フレンズ・アレーナ     | アルメニア | 2–0  | 3–1  | 親善試合                      |

## タイトル

### クラブ
ヴェステロースSK
- エッタン・フォトボル: 2010

ユールゴーデンIF
- アルスヴェンスカン: 2019
- スウェーデンカップ: 2017–18

### 個人
- アルスヴェンスカン年間MVP: 2019
- アルスヴェンスカン月間MVP: 2019年7月